# 冈部拓人
冈部拓人（日语：おかべ たくと，转写：Takuto Okabe，1981年10月15日—），日本足球裁判，生于福岛縣古殿町。2006年12月登录为日本一级裁判员，2008年起作为主裁判执法J2联赛，2009年成为J1联赛主裁判。

## 简历
冈部拓人生于日本福岛縣古殿町，先后就读于福岛县立须贺川高等学校和流通經濟大學。
2006年12月，木村博之取得一级裁判员资格。2008年起，他作为主裁判执法J2联赛，2009年中期得到提拔执法J1联赛。2013年中国足球超级联赛，受中国足协的邀请执法第16轮上海上港主场与北京国安的比赛。中国足协在通知中误将其名字写为“岗部拓人”。